# Kastanochóri
Kastanochóri (Kastanochori) är en ort i Grekland.   Den ligger i prefekturen Nomós Serrón och regionen Mellersta Makedonien, i den nordöstra delen av landet, 300 km norr om huvudstaden Aten. Kastanochóri ligger 104 meter över havet och antalet invånare är 122.
Terrängen runt Kastanochóri är kuperad söderut, men norrut är den platt.Runt Kastanochóri är det ganska glesbefolkat, med 22 invånare per kvadratkilometer. Närmaste större samhälle är Nigríta, 15,9 km väster om Kastanochóri. Trakten runt Kastanochóri består till största delen av jordbruksmark.